# Acariformes
Acariformes sind eine der zwei großen Überordnungen der Milben (Acari) neben den Parasitiformes, zu denen unter anderem die Zecken gehören. Acariformes sind eine alte Gruppe der Spinnentiere mit Vertretern, die bis zu den frühesten terrestrischen Wirbellosen zurückgehen. Bekannte Vertreter dieser Überordnung sind die Hausstaubmilben (Dermatophagoides) und Spinnmilben (Tetranychidae). Zurzeit sind etwa 30.000–32.000 verschiedene Arten beschrieben.
Durch die enorme Reduktion der Körpergröße wurde der Erfolg der enormen Verbreitung der Acariformes ermöglicht. Des Weiteren prädestiniert die schnelle Entwicklung und die kurze Generationsdauer die Mannigfaltigkeit der Lebensräume.

## Körperbau
Der Habitus ist sehr gedrungen und weist einen vereinfachten Körperbau auf. Auch die vier Beinpaare weisen eine zunehmende Rückbildung auf. Vor allem eine Reduktion der Coxae (oberster Teil des Beines), welche mit dem Körper verschmolzen sind, fand statt. Besonders deren Setae (spezialisierte Haare) unterscheiden die Acariformes von den anderen Acari. Das wohl wichtigste Beispiel sind die Setae mit dem optisch aktiven Chitin-Derivat „Actinopilin“, das eine Doppelbrechung von polarisiertem Licht bewirkt. Auf Grund dieser Eigenschaft werden sie auch Actinotrichida genannt. Im Gegenzug dazu werden andere Milben (Parasitiformes) als Anactinotrichida bezeichnet. Die Trichobothrien, ebenfalls eine spezielle Form der Setae, reagieren empfindlich auf Vibrationen und Luftströme. Andere sensorisch modifizierte Setae sind Solenidia und Eupathidia. Die Variabilität der Acariformes macht ein optisches Einteilen sehr schwer. Die gängigste Einteilung ist folgende:
Die Trombidiformes sind vermutlich die größte Gruppe der Acari. Sie sind nur schwach sklerotisiert, haben lange Borsten und ihre Stigmata (Körperöffnungen für das Tracheensystem) befinden sich weit vorne am Körper. Sie haben im Allgemeinen eine auffällige Körperfärbung, meist erscheinen sie in verschiedenen Rottönen.
Die Sarcoptiformes besitzen ebenfalls keinen Panzer. Besonders ist, dass sie keine Atemöffnungen haben, die Sauerstoffaufnahme geschieht über die Cuticula und die Nahrung. Im Gegensatz zu den Trombidiformes sind sie hellhäutig bis weiß gefärbt. Eine Ausnahme der oben erwähnten Sarcoptiformes bildet die Unterordnung der Oribatida, welche stark gepanzert sind. Ihre Stigmata befinden sich an den Basen der Beine, wo die Coxen festgewachsen sind. Sie werden aber von den Platten des Panzers verdeckt. Ihre Färbung reicht von braun bis schwarz.

## Lebensraum
Acariformes bewohnen alle erdenklichen biotischen und abiotischen Lebensräume, von heißen oder hydrothermalen Quellen, Blättern, Eidechsen, bis hin zu den Ohren der Hauskatze. Dazu gehören sowohl die bekannten Hausstaubmilben, Spinnmilben und Krätzmilben als auch eine riesige Auswahl an weniger bekannten Parasiten, Räubern und Pilzfressern.
Die wichtigsten Pflanzenbewohner unter den Acariformes, wie die Spinnmilben und Eriophyidae, werden als Pflanzenschädlinge zu den Trombidiformes gezählt. Eine der auffälligsten Familien frei lebender Milben sind die relativ großen und hellroten Samtmilben, die zu der Familie der Trombidiidae gehören.
Einige Acariformes leben in Assoziation mit Wirbeltieren und Nestern. Dazu gehören die bekannten Hausstaubmilben, Grabmilben (Sarcoptes), Federmilben und einige Fellmilben. Grabmilben und andere hautbewohnende Milben (z. B. die Psoroptidae) sind Erreger der Krätze und der Räude.

## Ernährung
Die Ernährungstypen der Acariformes sind sehr heterogen.
Trombidiformes sind hauptsächlich Pflanzenparasiten und sind unter anderem für wirtschaftliche Schäden verantwortlich. Sie ernähren sich aber auch fungivor, räuberisch und parasitär von Tieren.
Sarcoptiformes ernähren sich von festen Nahrungsmitteln. Sie sind sowohl fungivor als auch saprovor und leben teilweise in den Nestern von Insekten oder Wirbeltieren. Am bekanntesten unter ihnen ist wohl die Hausstaubmilbe.
Die Unterordnung Oribatida ernährt sich von toten Pflanzenteilen, Pilzen, Algen, Pollen und sind somit wichtig für die Humusbildung. Zu beachten ist, dass sie keine Parasiten sind.

## Fortpflanzung und Entwicklung

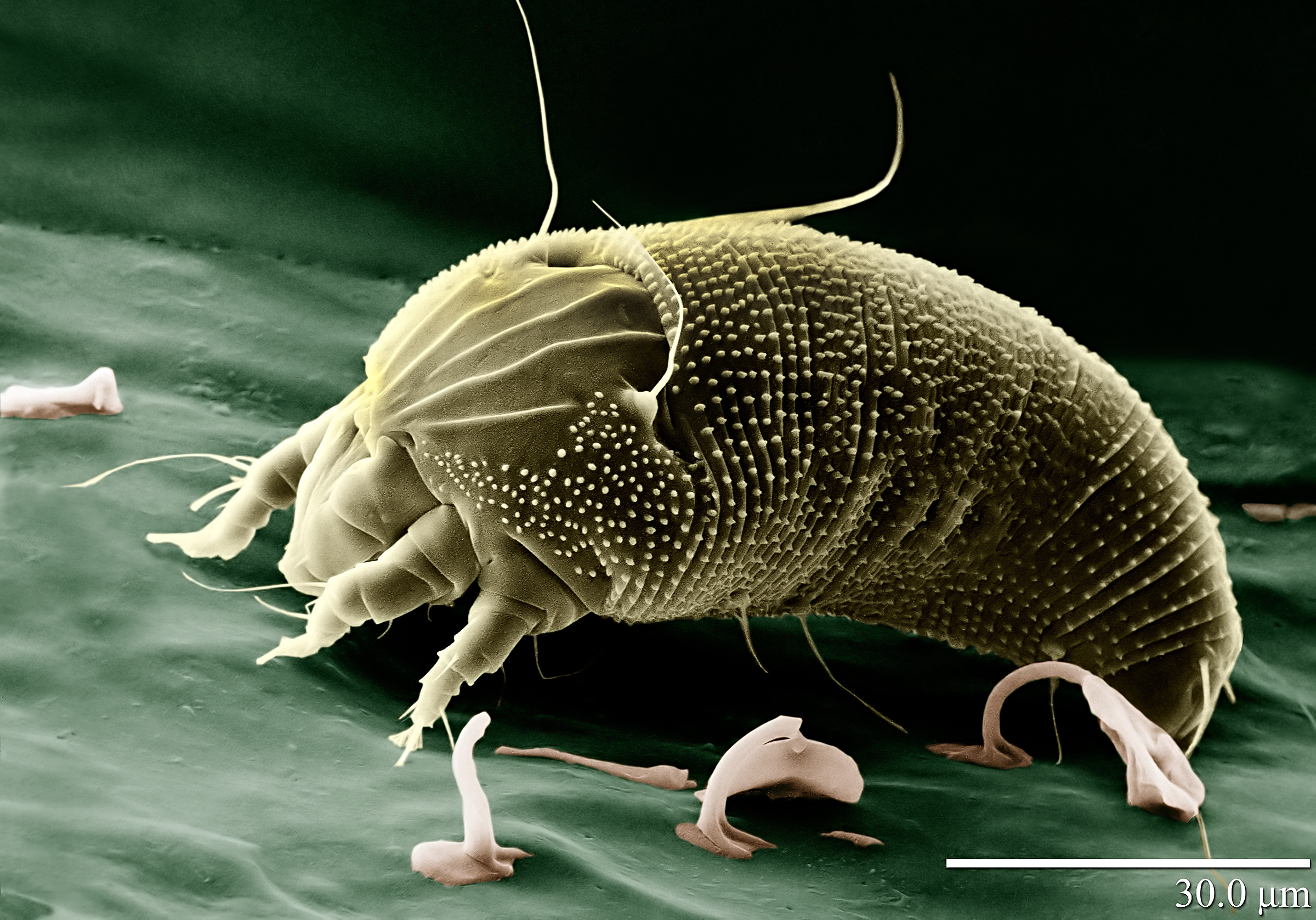
Elektronenmikroskopie einer Acariformes (Aceria anthocoptes)

Welche Form der Fortpflanzung der Acariformes ist artabhängig. Diese Eigenschaft ist hinsichtlich ihrer Verwandtschaft erstaunlich, da die Klasse der Arachnida relativ wenig Kreativität ihrer Fortpflanzungsmethoden aufweist. Ob das Sperma des Männchens mithilfe speziell modifizierter Organe (wie Spermatophoren), über mit Spermien beladenen Cheliceren oder direkt über Kopulation auf das Weibchen übertragen wird, ist oft von Art zu Art unterschiedlich. Begattete Weibchen legen zumeist Eier, manche von ihnen sind aber auch lebendgebärend. Weiters kann auch die Fortpflanzungsform der Parthenogenese (eingeschlechtliche Fortpflanzung) vorkommen.
Bis die Larve schlüpft, bleibt das Ei oder auch Praelarve genannt, nach der Ovulation für etwa 6 Tage inaktiv. Die Aktivität der sechsbeinigen Larven ist in den ersten Lebenstagen besonders hoch. Aktiv bedeutet in diesem Fall, dass der Stoffwechsel und die Mobilität im Gegensatz zu den inaktiven Entwicklungsperioden besonders hoch ist.
Darauf folgt anschließend eine 2–3 Tage dauernde Ruhephase, die mit der Entwicklung der Protonymphen einhergeht. Auch bei den Protonymphen wird zuerst eine 5–6 Tage lange aktive Phase durchlaufen, auf diese wieder eine 2–3 Tage dauernde Ruhephase folgt. Die entstandenen Tritonymphen sind weitere 7 Tage aktiv. Tritonymphen besitzen zwei Paar genitale Ausstülpungen (Papillen), wohingegen die Protonymphen nur ein Paar aufweisen. Es folgt eine weitere Ruhephase, in der sich die geschlechtsreifen Tiere entwickeln. Die Entwicklung ist anamorph, das bedeutet, dass zwischen den Häutungen Körpersegmente hinzugefügt werden. Vor der Häutung werden die Beine für das spätere Stadium im Körperinneren gebildet und nicht im Rumpfinneren der Beine des vorherigen Stadiums. Durch gegenseitige Begattung von Weibchen und Männchen mit anschließender Eiablage der Weibchen wird der ganze Kreislauf geschlossen.
Ein sehr weit verbreiteter Begattungs- oder Kopulationsvorgang lautet wie folgt: Es beginnt mit einem Anheftungsversuch seitens des Männchens an das Weibchen. Dies geschieht mit Hilfe seines dritten Beinpaares und den beiden Saugnäpfen. Anschließend wird das Männchen vom Weibchen in dieser Stellung mehrere Stunden umhergetragen, sodass die Samen in die Geschlechtsöffnung, die Bursa copulatrix, fließen können.
Die Eiablage erfolgt zwei bis drei Tage nach der Kopulation. Abhängig von verschiedenen Bedingungen legt ein Weibchen bis zu vier Eier am Tag und bis zu 300 Eier im Laufe ihres ganzen Lebens. Während die männlichen Vertreter in ihrem gesamten Erwachsenenstadium sexuell aktiv bleiben, sind die Weibchen nur in der ersten Hälfte ihres Lebens fruchtbar.
Die gesamte Entwicklungsphase dauert im Normalfall 23 bis 30 Tage. Die sich entwickelnden Milben sind jedoch nur in ungefähr 60 % dieser Zeit aktiv. Die Weiterentwicklung (Metamorphose) erfolgt in fünf Stadien. Bei schlechten Lebensbedingungen verlängert sich die Entwicklungsdauer. Dies kann sich dadurch äußern, dass die Milbe entsprechend länger in den Ruhephasen verharrt (Diapause), bevorzugt bei der Protonymphe. Ein stark reduzierter Metabolismus und eine geringere Anfälligkeit gegenüber Umgebungseinflüssen sind typische Merkmale solcher unbeweglichen Stadien.

## Systematik und Taxonomie
Die Acariformes können in zwei Ordnungen unterteilt werden – Sarcoptiformes und Trombidiformes. Zusätzlich gibt es eine paraphyletische Gruppierung, die primitive Formen beinhaltet; die Endeostigmata, welche schon als ausgestorben erklärt wurde.
Früher war eine Einteilung der Acariformes auch über die Ernährungsweise getroffen worden, diese Einteilungsmethode gilt nun als veraltet und wurde durch modernere Methoden, wie genetische Bestimmungen, ersetzt. Ein Beispiel dafür sind Endeostigmata, welche früher in eine eigene Gruppe unterteilt wurden und nun auch zu den Sarcoptiformes gezählt werden. Diese Einteilung macht beide Gruppen monophyletisch. Im Allgemeinen ist die Systematik der Acariformes noch nicht endgültig geklärt, doch zunehmend wird angenommen, dass es sich um eine Schwestergruppe der Solifugae handelt.